# Socha svatého Jana Nepomuckého (Brandýs nad Orlicí)
Socha svatého Jana Nepomuckého je barokní pískovcová socha od neznámého autora z roku 1759, nalézá se u lávky přes řeku Tichá Orlice u cyklostezky spojující města Brandýs nad Orlicí s okresním městem Ústí nad Orlicí. Socha je od 1. listopadu 2005 chráněna jako nemovitá kulturní památka ČR.

## Historie
Socha byla původně umístěna pod strmým stoupáním lesní cesty k Sudislavi, při stavbě železniční trati byla v roce 1844 přemístěna blíže k řece k malému rybníčku U Jána. Nové místo bylo postiženo povodní v roce 1997, poté bylo upraveno.

## Popis
Na betonovém základu stojí nízký hranolový podstavec s vypouklým čelem zakončený nahoře profilováním. 
Na podstavci stojí užší pilíř ozdobený po stranách volutami a zakončený nahoře oblokouvitě vzhůru vzepjatou římsou. Na čelní straně pilíře je pod římsou umístěn v ozdobném šátkovém rámečku zlacený reliéf atributu svatého Jana Nepomuckého - jazyk. Pod reliéfem jsou v rámečku s projmutými rohy zbytky nečitelného nápisu. Na zadní straně pilíře jsou tři vtesané nápisy : A) A: gN:M / R:P / 1759//; B) Renovatum / est Ano 1810/Ig(nac) Hayek//; C) Pr(az)ato i B(ran)dys//.
Socha svatého Jana Nepomuckého v mírně podživotní velikosti stojí na soklu s konkávně prohnutými boky. Světec oděný v tradičním oděvu s biretem na hlavě drží v náručí krucifix. Okolo hlavy je svatozář s hvězdami. Krucifix, ruce a svatozář byly doplněny při renovaci sochy v roce 2019.